# Gaius Cornelius Vessonianus
Gaius Cornelius Vessonianus war ein im 2. Jahrhundert n. Chr. lebender Angehöriger des römischen Ritterstandes (Eques).
Durch ein Militärdiplom, das auf den 15. Januar 142 datiert ist, ist belegt, dass Vessonianus 142 Kommandeur der Ala Antiana Gallorum et Thracum war, die zu diesem Zeitpunkt in der Provinz Syria Palaestina stationiert war. Vessonianus stammte aus Vercellae, dem heutigen Vercelli.